# Waldemar Stanisław Sommertag
Waldemar Stanisław Sommertag, né le 6 février 1968 à Więcbork, est un prêtre polonais, archevêque catholique et diplomate du Saint-Siège.

## Biographie
Il est né le 6 février 1968 à Więcbork. Le 30 mai 1993, il est ordonné prêtre dans le diocèse de Pelplin.
Diplômé en droit canonique, il entre au service diplomatique du Saint-Siège le 19 juin 2000. Il travaille dans les nonciatures de Tanzanie (en), du Nicaragua (en), de Bosnie-Herzégovine (en), d'Israël (en) et de Chypre (en), ainsi qu'à Rome dans la Section de Relations avec les États de la Secrétairerie d'État du Vatican.
Le 15 février 2018, le pape François le nomme archevêque titulaire de Trajectum ad Mosam (de) et nonce apostolique au Nicaragua (en). Il reçoit sa consécration épiscopale des mains du pape François le 19 mars. Le 18 février 2019, Sommertag annonce que le pape François a mis fin à la suspension des fonctions sacerdotales (a divinis) imposée à Ernesto Cardenal en 1984 pour avoir refusé de quitter ses fonctions politiques comme l'avait ordonné le pape Jean-Paul II.
Il est expulsé du Nicaragua par les autorités dans un contexte de tensions entre le gouvernement de Daniel Ortega et l'Église catholique du pays.
Le 6 septembre 2022, il est nommé nonce apostolique au Sénégal, au Cap-Vert, en Guinée-Bissau (en) et en Mauritanie (en) par le pape François.